# Dugoživci
Dugoživci (Tardigrada) su koljeno životinja u okviru podcarstva (u nekim sistematikama natkoljena) Ecdysozoa. Ove većinom mikroskopski malene životinje zbog svog načina kretanja i bucmastog izgleda podsjećaju na nespretne medvjediće u minijaturi, pa su dobili i ime vodeni medvjedići. 
Žive u svim morima, slatkim vodama i vlažnim biotopima na kopnu, gdje ih se najčešće može naći u vodenom "filmu" na nakupinama mahovina, u žljebovima i na krovovima kuća. U nepovoljnim uvjetima vrste koje žive na kopnu osuše se i u stanju obamrlosti (anabioza) mogu preživjeti i više godina dok uvjeti ponovo postanu povoljni. To svojstvo donijelo im je i hrvatsko ime dugoživci. 
Imaju četiri para kratkih nožica koje završavaju malenim pandžicama. Hrane se kako sadržajem biljnih stanica, tako i grabežljivo, malim životinjicama kao što su neke vrste oblića (Nematoda) ili kolnjaka (Rotifera). Kad uhvate takvu životinjicu, ubodu ju i isišu.
Razmnožavaju se uglavnom spolno. No, kod nekih vrsta nisu poznati mužjaci, tako da se razmnožavaju partenogenetski, bez sudjelovanja mužjaka. U tom se slučaju jaja razvijaju bez oplodnje.
Pretpostavlja se, da su im najbliži srodnici člankonošci (Arthropoda) i crvonošci (Onychophora), s kojima zajedno čine takson Panarthropoda.

## Najnovija istraživanja
Za neke od pripadnika koljena Tardigrada, ustanovljeno je ispitivanjima da su sposobne preživjeti u svemiru

## Drugi projekti
|  | Zajednički poslužitelj ima još gradiva o temi Dugoživci |
|  | Wikivrste imaju podatke o taksonu Dugoživcima           |